# Fromages au lait de bufflonne

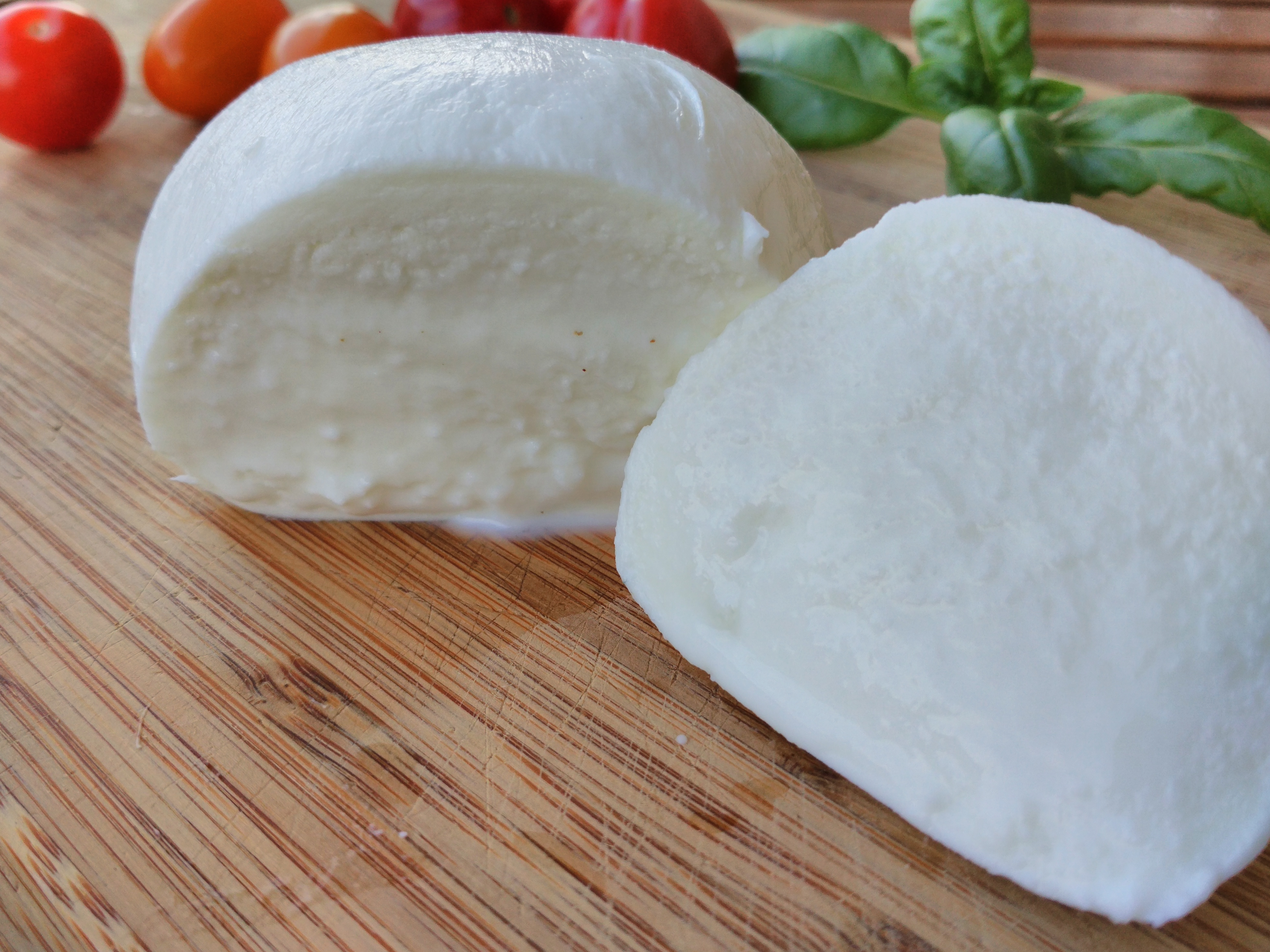
Mozzarella di bufala

Plusieurs fromages sont faits avec du lait de bufflonne, notamment en Italie (bocconcini, burini, cacciocavallo, mozzarella, provola, ricotta, scamorze) et en Roumanie (cașcaval de bivoliță).

## Bocconcini alla panna di bufala
Fromage traditionnel originaire de Campanie dont l'appellation d'origine est préservée en Italie

## Burrini e burrata di bufala
Généralement à partir de lait de vache, la burrata est parfois transformée à partir du lait de bufflonne comme cela se faisait autrefois,.

## Caciocavallo di bufala
Transformé à partir du lait de bufflonne contrairement au fromage traditionnel de l'Italie méridionale (caciocavallo), c'est une spécialité originaire de Campanie.

## Mozzarella di bufala Campana
L'histoire rapporte que les bufflonnes à l'origine de ce fromage à pâte filée ont été rapportées en Italie (Agerola, près d'Amalfi, en Campanie) par le général Avitabile, en cadeau des Britanniques pour le compte desquels il avait exercé avec succès la fonction de gouverneur d'Afghanistan (1835-1843). Le général Avitabile a contribué directement à l'acclimatation de ces animaux en Italie et à la création de la mozzarella.
Selon d'autres sources, le buffle a été introduit en Italie au VIIe siècle, mais les références aux transformations fromagères obtenues avec le lait de bufflonne deviennent de plus en plus nombreuses à partir du XIIe siècle. Jusqu’alors fabriquée en petites quantités, la mozzarella connaît dès la seconde moitié du XVIIIe siècle, une diffusion considérable dans tout le sud du pays.

## Provola affumicata di bufala
Fromage à pâte filée fumé originaire de Campanie dont l'appellation d'origine est préservée en Italie.

## Ricotta
Fromage de lactosérum, la ricotta est une transformation laitière typique d'origine italienne disponible dans presque toutes les régions du pays. Elle peut être obtenue à partir de petit lait de bufflonne). Ce fromage est obtenu par coagulation des scléroprotéines, contenues dans la partie liquide du lait qui se sépare durant la précipitation par acidification. Le processus de coagulation de cette protéine est possible à haute température (80-90 °C) : on parle donc de partie recuite (ricotta en italien). Les protéines concernées sont, en particulier, l'albumine et la globuline. Après réchauffement, grâce à une écumoire, on récupère par affleurement la ricotta superficielle. 
Les nouvelles techniques utilisent la réaction de saturation par le sel. La partie coagulée par réchauffement est déposée dans des paniers en osier pour permettre l'écoulement du liquide excédent (pour la ricotta du commerce, des moules perforés en plastique sont utilisés).
La ricotta essiccata di bufala voit son appellation d'origine préservée en Italie et est transformée dans la région de Campanie

## Scamorza di Bufala
Souvent fabriqué à partir du lait de vache, ce fromage italien originaire de Campanie est parfois élaboré avec du lait de bufflonne,,

## Stracciatella di bufala
La stracciatella di bufala est un fromage à pâte filée fabriqué à base de lait de bufflonne, originaire de la province de Foggia, dans les Pouilles. 